# Song Jieun
Dans ce nom coréen, le nom de famille, Song, précède le nom personnel.
Song Jieun, (coréen: 송지은; Hanja: 宋枝恩; née le 5 mai 1990), mieux connue sous le nom de Jieun, est une chanteuse sud-coréenne. Elle est surtout connue pour avoir fait partie du girl group sud-coréen Secret. Mis à part les activités de son groupe, elle a sorti plusieurs titres en solo et a participé à de nombreux OSTs. En 2011, son second single "Going Crazy" en collaboration avec Bang Yongguk, devient son premier titre numéro un du Gaon Chart en tant qu'artiste solo.

## Jeunesse
Song Jieun est née le 5 mai 1990 en Corée du Sud. Elle est fille unique. Étant intéressée par la musique lorsqu'elle était jeune, elle passa une audition à la JYP Entertainment à un jeune âge. Elle y a chanté des bandes originales de dramas coréens en 2007 et 2008. À la JYP Entertainment, elle est choisie pour intégrer un nouveau girl group de quatre membres avec Hyorin de Sistar, Uji de Bestie et Hani de EXID mais ne sera finalement jamais créé. Jieun quitte JYP Entertainment pour la TS Entertainment débutant ainsi dans le girl group Secret.

## Discographie

### Mini-albums (EPs)
| Titre                                                                              | Détails de l’album                                                                                       | Meilleures positions | Meilleures positions | Ventes                    |
| Titre                                                                              | Détails de l’album                                                                                       | COR                  | JPN                  | Ventes                    |
| Coréen                                                                             | Coréen                                                                                                   | Coréen               | Coréen               | Coréen                    |
| ---------------------------------------------------------------------------------- | --- | -------------------- | -------------------- | ------------------------- |
| 25                                                                                 | - Date de sortie : 14 octobre 2014 - Label : TS Entertainment - Formats : CD, téléchargement numérique   | 6                    | —                    | - COR : 5 796             |
| Bobby Doll                                                                         | - Date de sortie : 20 septembre 2016 - Label : TS Entertainment - Formats : CD, téléchargement numérique | 5                    | 285                  | - COR : 5 300 - JPN : 229 |
| Japonais                                                                           | |                      |                      |                           |
| 25                                                                                 | - Date de sortie : 2 décembre 2014 - Label : Kiss Entertainment - Formats : CD, téléchargement numérique | —                    | 29                   | - JPN : 4 816             |
| "—" signifie que l’album ne s'est pas classé ou n'est pas sorti dans cette région. | |                      |                      |                           |

### Album single
| Titre                                                                              | Détails de l’album                                                                                       | Meilleures positions | Ventes        |        |
| Titre                                                                              | Détails de l’album                                                                                       | COR                  | Ventes        |        |
| Coréen                                                                             | Coréen                                                                                                   | Coréen               | Coréen        | Coréen |
| ---------------------------------------------------------------------------------- | --- | -------------------- | ------------- | ------ |
| Hope Torture                                                                       | - Date de sortie : 30 septembre 2013 - Label : TS Entertainment - Formats : CD, téléchargement numérique | 6                    | - COR : 2 688 |        |
| "—" signifie que l’album ne s'est pas classé ou n'est pas sorti dans cette région. | |                      |               |        |

### Singles

#### Comme artiste solo
| Titre                                                                               | Année | Meilleures positions | Meilleures positions | Ventes            | Album               |
| Titre                                                                               | Année | COR                  | US World             | Ventes            | Album               |
| ----------------------------------------------------------------------------------- | ----- | -------------------- | -------------------- | ----------------- | ------------------- |
| "Yesterday" (avec Hwanhee)                                                          | 2009  | 27                   | —                    | NC                | Non issu d’un album |
| "Going Crazy" (featuring Bang Yong-guk)                                             | 2011  | 1                    | —                    | - COR : 1 581 465 | Non issu d’un album |
| "Hope Torture"                                                                      | 2013  | 9                    | —                    | - COR : 324 742   | Hope Torture        |
| "Don’t Look At Me Like That"                                                        | 2014  | 27                   | 22                   | - COR : 119 127   | 25                  |
| "Pretty Age 25"                                                                     | 2014  | 15                   | —                    | - COR : 255 349   | 25                  |
| "Cool Night" (avec Sleepy)                                                          | 2015  | 18                   | —                    | - COR : 213 195   | Non issu d’un album |
| "Bobby Doll"                                                                        | 2016  | 105                  | —                    | - COR : 17 100    | Bobby Doll          |
| "Tell Me"                                                                           | 2017  | —                    | —                    | NC                | Non issu d’un album |
| "—" signifie que le titre ne s'est pas classé ou n'est pas sorti dans cette région. |       |                      |                      |                   |                     |

#### En featuring
| "Let's Go" (comme membre de G20)                                                    | 2010 | 116 | Non issu d’un album |
| "Secret Love" (B.A.P feat. Song Ji-eun)                                             | 2012 | 132 | Non issu d’un album |
| "—" signifie que le titre ne s'est pas classé ou n'est pas sorti dans cette région. |      |     |                     |

### Bande-son
| Année | Titre                        | Drama                                   |
| ----- | ---------------------------- | --------------------------------------- |
| 2007  | "Learning To Fly"            | Air City                                |
| 2008  | "Bichunmooga"                | Bichunmoo                               |
| 2008  | "Perfume" (avec PK Heman)    | The Lawyers Of The Great Republic Korea |
| 2012  | "It's Cold"                  | Take Care of Us, Captain                |
| 2014  | "If Only I Could Go To You"  | God's Gift - 14 Days                    |
| 2015  | "Person I Miss"              | Shine or Go Crazy                       |
| 2015  | "D.N.A Love" (avec Alex Chu) | Flirty Boy and Girl                     |
| 2017  | "Same" (avec Sung Hoon)      | My Secret Romance                       |

### Clips vidéos
| Année | Clip vidéo                   |
| ----- | ---------------------------- |
| 2011  | "Going Crazy"                |
| 2012  | "It's Cold"                  |
| 2013  | "False Hope"                 |
| 2014  | "Don't Look at me Like That" |
| 2014  | "Pretty Age 25"              |
| 2015  | "Cool Night"                 |
| 2016  | "Bobby Doll"                 |

## Filmographie

### Dramas
| Année | Chaîne        | Titre                          | Rôle               | Notes |
| ----- | ------------- | ------------------------------ | ------------------ | ----- |
| 2010  | MBC           | More Charming By The Day       | Caméo              |       |
| 2012  | KBS2          | Shut Up Family                 | Caméo (Épisode 45) |       |
| 2013  | KBS2          | A Bit of Love (Remaining Love) | Do Ji-won          |       |
| 2014  | TV Naver Cast | Longing For Spring             | Yang Mal Ja        |       |
| 2015  | tvN           | Superhuman Generation          | Elle-même          |       |
| 2017  | OCN           | My secret Romance              | Lee Yoo-Mi         |       |

### Séries télévisées
| Année | Chaîne  | Titre                          | Notes                                         |
| ----- | ------- | ------------------------------ | --------------------------------------------- |
| 2009  | Mnet    | Secret Story                   | Membre du casting régulier                    |
| 2010  | MBC     | Bouquet                        | Membre du casting régulier                    |
| 2010  | KBS     | Invincible Youth               | Épisode 52                                    |
| 2011  | SBS MTV | MTV Special :Big Pleasure Guam | Avec Secret                                   |
| 2011  | KBS     | Immortal Songs 2               | Épisode 2-5                                   |
| 2011  | MBC     | Weekly Idol                    | avec Secret (11-11-27)                        |
| 2011  | SBS MTV | Let Me Show                    | Avec Secret                                   |
| 2012  | SBS     | Qualifications of Men          | Épisode 369 avec Jun Hyoseong                 |
| 2012  | MBN     | The Duets                      | A performé "Going Crazy" avec Park Kwang-hyun |
| 2012  | KBS     | Hello Counselor                | Avec Han Sunhwa et Teen Top                   |

### Programmes musicaux
| Année | Chaîne | Titre        | Rôle | Notes                                     |
| ----- | ------ | ------------ | ---- | ----------------------------------------- |
| 2011  | Mnet   | M! Countdown | Hôte | Hôtes invitées avec Han Sunhwa (11-01-27) |

## Récompenses et nominations
| Année | Cérémonie                                    | Catégorie                   | Travail nommé           | Résultat   |
| ----- | -------------------------------------------- | --------------------------- | ----------------------- | ---------- |
| 2014  | 16th Seoul International Youth Film Festival | Best OST by a Female Artist | If Only I Can Go to You | Nomination |
| 2014  | Seoul Music Awards                           | Bonsang                     | 25                      | Nomination |
| 2014  | Seoul Music Awards                           | Popularity Award            | Song Jieun              | Nomination |
| 2014  | Seoul Music Awards                           | Hallyu Special Award        | Song Jieun              | Nomination |